# Thick as a Brick
Thick as a Brick ist ein 1972 erschienenes Konzeptalbum der Rockband Jethro Tull. Es ist das erste Album von Jethro Tull, das Platz 1 in den Billboard Pop Albums Charts erreichte. Das Album besteht aus einem einzigen Stück, das sich über zwei LP-Seiten erstreckt. Komponist und Urheber ist Frontmann und spiritus rector der Band Ian Anderson, als sein Pseudonym auch Gerald Bostock.
Der Titel (wörtlich: „dicht wie ein Ziegelstein“) ist eine umgangssprachliche Redensart und bedeutet „dumm wie Bohnenstroh“.

## Hintergrund
Ian Anderson, Frontmann und Songschreiber von Jethro Tull, war überrascht, als Kritiker das vorangegangene Album Aqualung von 1971, als Konzeptalbum bezeichneten. Er lehnte dies ab, da er das Album lediglich als bloße Ansammlung von Songs ohne weiteren Zusammenhang hielt, worauf er beschloss: „… etwas zu schreiben, das wirklich die Mutter aller Konzeptalben wird“. Unter dem Einfluss des surrealen britischen Humors Monty Pythons schrieb er ein Stück, das komplexe Musik mit einem Sinn für Humor verband und sich über die Band, das Publikum und die Musikkritiker lustig macht. Außerdem wollte er das damals populäre Genre des Progressive Rock persiflieren. Eine weitere Inspiration lieferte seine Frau Jennie, der er die Idee für die Figur und den Text von Aqualung zuschrieb. Sie hatte Anderson einen Brief geschrieben, während er auf Tournee war, und zehn Zeilen daraus dienten Anderson als Vorlage für das neue Material.
Anderson sagte auch, dass „… das Album eine Parodie auf die Alben von Yes und Emerson, Lake and Palmer war, ähnlich wie der Film Die unglaubliche Reise in einem verrückten Flugzeug auf Airport“ und bemerkte später, dass es „eine Art Satire auf das ganze Konzept der großen Rock-Konzeptalben“ war. Obwohl Anderson die gesamte Musik und die Texte verfasst hatte, schrieb er die Urheberschaft der Texte einem fiktiven Schüler namens Gerald Bostock zu. Der Humor war so subtil, dass einige Fans glaubten, Bostock sei echt. Noel Murray meinte in seiner Rezension der Neuauflage zum 40-jährigen Jubiläum, dass viele Hörer des Originalalbums „den Witz verpasst“ hätten.

## Musik
Thick as a Brick wird dem Progressive Rock zugerechnet und ist neben melodischem Hardrock stark von Folk-Rock- und Jazz-Elementen geprägt. Damit lag es in einem damaligen Trend. Die niederländische Band Ekseption seit Ende der 1960er Jahre, vor allem aber die Hard-Rock-Band Deep Purple mit den von Jon Lord beeinflussten Kompositionen, brachten am Anfang der 1970er Jahre Rockmusik mit langen Passagen adaptierter Barockmusik heraus. Das Album ist wegen seines durchgehenden textlichen Zusammenhangs ein Konzeptalbum. Es zeigt einen vielfachen Wechsel von Tempo und Stil.

## Text
Im Text der Songs geht es um die Welt eines Kindes, dessen Weltsicht durch Erziehungsvorgaben und sogenannte Tabuthemen verbogen und lückenhaft ist, das zwischen altklug und ahnungslos, die Zeit unbeschwerten Spiels sicher hinter sich gelassen hat, aber von vorpubertären Erwartungen bedrückt ist. Es ist ganz sicher noch weit vom Erwachsensein entfernt, dabei wurde es jedoch von der aufdringlich ambitionierten und missionarischen englischen Umwelt der unteren Mittelklasse in „erwachsene“ Muster gedrängt.
Laut den Angaben auf dem Schallplattencover wurde der gesamte Text von dem achtjährigen Schuljungen Gerald Bostock geschrieben und an die Band gesandt, die daraus das Album machte. Als Sohn braver, kirchentreuer bürgerlicher Eltern soll der Junge ein dichterisches Talent entwickelt haben. Deshalb soll er den Spitznamen „Little Milton“ nach dem Dichter John Milton bekommen haben. Allerdings habe er schon mit acht Jahren unverständliche und angeblich anstößige Dinge gesagt und sei in der Presse in die Nähe randalierender und unflätiger Rockmusiker seiner Zeit gestellt worden. Er sei in eine psychiatrische Klinik eingewiesen worden mit der Folge, dass ein Preis für kindliche Dichtkunst an ein angepassteres kleines Mädchen vergeben wurde.
Dies ist allerdings eine absichtlich kolportierte Legende. Gerald Bostock ist eine Kunstfigur, hinter der sich Ian Anderson verbirgt, zu der möglicherweise auch seine damaligen Freunde, Bandkollegen und andere beigetragen haben. Die Musiker und ihr Umfeld 1972 haben beim Erscheinen der Platte öffentlich über Gerald Bostock gesprochen, ohne die (offenkundige) Legende ausdrücklich zu lüften. Selbst heute taucht gelegentlich der Name Bostock noch in Interviews mit Ian Anderson auf und es wird nach ihm gefragt oder über ihn gesprochen, als ob er eine reale Person sei.

## Cover

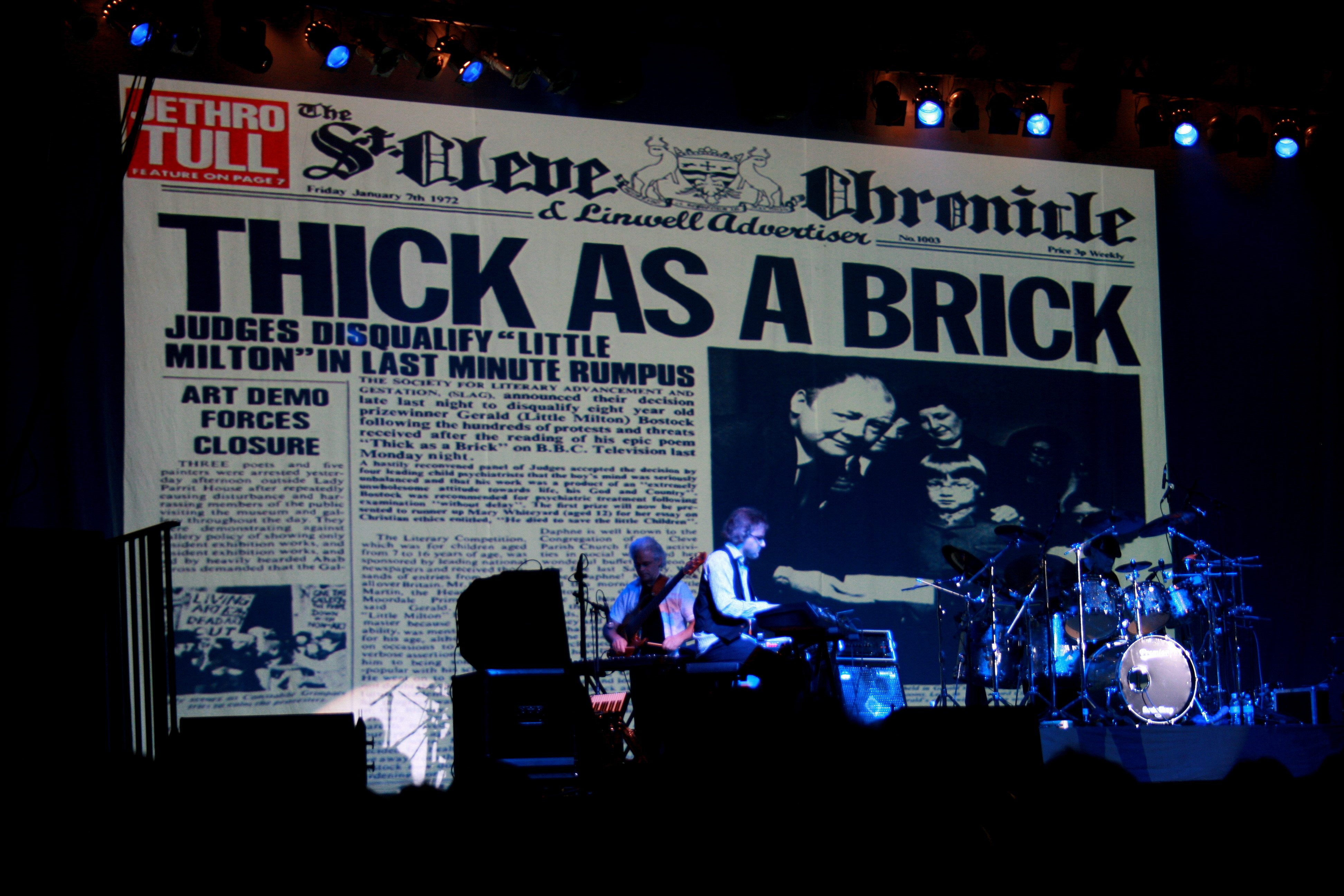
Zeitungscover als Hintergrundbild auf einem Jethro-Tull-Konzert in Wuppertal (2009)

Die Erstausgabe des Albums war in eine imitierte Zeitung verpackt. Es handelt sich dabei vordergründig um eine typische englische Kleinstadtzeitung ihrer Zeit. Der Titel: St. Cleve Chronicle & Linwell Advertiser. Die Hauptschlagzeile läuft gleich unter der Kopfleiste quer über die erste Seite und ist der Albumtitel.
Ein rotes Feld im Seitenkopf weist auf einen Jethro-Tull-Featureartikel auf Seite 7 hin. Ansonsten gibt es keine sichtbaren Hinweise auf die Schallplatte, und selbst die genannten fügen sich in das Erscheinungsbild als Zeitung ein.
Der „Featureartikel“ über Jethro Tull erweist sich als kurzer Artikel, den man zwischen Comic, Horoskop und Radioprogramm leicht übersehen könnte. Inhaltlich soll es auch eher den Eindruck eines Beitrages aus der Feder von Public-Relations-Abteilungen machen, die fast nichts mitzuteilen haben und dieses wortreich mit unnützen Details und Namensnennungen bis hin zum Kaffeeträger tun. So heißt es da über das Album: „Jeffrey Hammond-Hammond spielte die Bassgitarre und sprach ein paar Worte“ – wie einiges Andere im „St. Cleve Chronicle“ – doppelbödiger Humor mit satirischen Anklängen.
Viel wichtiger ist der eigentliche Hauptartikel der Doppelseite, der über die halbe Blatthöhe den gesamten Text der Platte wiedergibt. Unter der Überschrift „Thick as a Brick. By Gerald ,Little Milton' Bostock“ heißt es in der Einleitung: „… drucken wir hier zum Nachlesen für Jedermann … Gerald Bostocks umstrittenes Gedicht ab, das so viele Kontroversen ausgelöst hat (Der Herausgeber)“.
Das Album wurde später mehrfach in verschiedenen Covern neu aufgelegt. Es existiert auch als CD und war 1997 noch einmal mit einer Neuauflage des originalen Zeitungscovers der LP-Erstauflage erhältlich.
Die Außenseiten des Chronicle wurden zwischen verschiedenen Ländern und bei verschiedenen Auflagen verändert (siehe Weblinks weiter unten).

## Rezeption
Das Album wurde von Publikum und Kritik im Allgemeinen sehr positiv aufgenommen. Allmusic vergab 4,5 von 5 möglichen Sternen, Rolling Stone 5 von 5 Punkten.
Das Billboard-Magazin schrieb 1972: „… Ian Anderson und seine Freunde haben einen Hang zur Kreation von Alben, die Freude bereiten, erstaunen und durch und durch unterhalten. Thick as a Brick ist da keine Ausnahme …“
Im Juni 2015 wählte das renommierte Fachblatt Rolling Stone das Album auf Platz 7 der 50 besten Progressive-Rock-Alben aller Zeiten.

## Titelliste

### Originalausgabe
Seite A:
Thick as a Brick, Part I (22:37)
Seite B:
Thick as a Brick, Part II (21:04)

### 25th Anniversary Edition
1. Thick as a Brick, Part I (22:40)
2. Thick as a Brick, Part II (21:10)
3. Thick as a Brick, Live (11:50)
  - Live at Madison Square Garden 1978
4. Interview with Jethro Tull (16:30)
  - Ian Anderson, Martin Barre und Jeffrey Hammond

## Thick as a Brick 2
Im April 2012, 40 Jahre nach dem ersten Album, brachte Ian Anderson das Konzeptalbum Thick as a Brick 2 heraus, das die Geschichte Gerald Bostocks wieder aufgreift. Musikalisch lehnt es sich an Thick as a Brick und andere frühe Alben von Jethro Tull an.

## Kommerzieller Erfolg

### Chartplatzierungen
| ChartsChartplatzierungen       | Höchstplatzierung | Wochen |
| ------------------------------ | ----------------- | ------ |
| Deutschland (GfK)              | 2 (27 Wo.)        | 27     |
| Schweiz (IFPI)                 | 70 (1 Wo.)        | 1      |
| Vereinigte Staaten (Billboard) | 1 (46 Wo.)        | 46     |
| Vereinigtes Königreich (OCC)   | 5 (14 Wo.)        | 14     |

| ChartsJahrescharts (1972) | Platzierung |
| ------------------------- | ----------- |
| Deutschland (GfK)         | 26          |

### Auszeichnungen für Musikverkäufe
| Land/Region               | Auszeichnungen für Musikverkäufe (Land/Region, Auszeichnung, Verkäufe) | Verkäufe |
| ------------------------- | ---------------------------------------------------------------------- | -------- |
| Vereinigte Staaten (RIAA) | Gold                                                                   | 500.000  |
| Insgesamt                 | 1× Gold ·                                                              | 500.000  |